# Martin Jiránek
Martin Jiránek (Praga, República Checa, 25 de mayo de 1979) es un futbolista checo. Juega de defensa y su primer equipo fue el FC Bohemians 1905. Actualmente juega en el Olympia Radotín de la República Checa.

## Biografía
Jiránek empezó su carrera profesional en el FC Bohemians 1905, equipo con el que debuta en la Gambrinus liga. En su primera temporada solo disputa 4 partidos, pero al año siguiente ya entra con más frecuencia en el once titular. Este club lo cede durante media temporada al Tatran Poštorná.
En 1999 se marcha a jugar dos temporadas al FC Slovan Liberec y después de esa época prueba suere en el Calcio italiano donde forma parte de la plantilla del Reggina. En su primera temporada Jiránek ayuda al equipo italiano a ascender a la Serie A.
En 2004 fichó por el Spartak Moscú.

### Selección nacional
Con la selección sub-21 de la República Checa ganó la Eurocopa sub-21 en 2002.
Ha sido internacional con la selección absoluta en 31 ocasiones.
Jiránek fue convocado por su selección para disputar la Eurocopa de Portugal de 2004. También fue convocado para la Copa Mundial de Fútbol de Alemania de 2006, aunque no llegó a disputar ningún encuentro.

## Clubes
| Club                     | País            | Año       |
| ------------------------ | --------------- | --------- |
| FC Bohemians 1905        | República Checa | 1996-1999 |
| Tatran Poštorná (cedido) | República Checa | 1999      |
| FC Slovan Liberec        | República Checa | 1999-2000 |
| Reggina Calcio           | Italia          | 2001-2004 |
| FC Spartak Moscú         | Rusia           | 2004-2010 |
| Birmingham City FC       | Inglaterra      | 2010-2011 |
| FC Terek Grozny          | Rusia           | 2011-2013 |
| FC Tom Tomsk             | Rusia           | 2013-2016 |
| 1. FK Příbram            | República Checa | 2016-2017 |
| Dukla Praga              | República Checa | 2017-2018 |
| Olympia Radotín          | República Checa | 2018-     |

## Títulos
- 1 Eurocopa sub-21 (selección sub-21 de la República Checa, 2002)

- Datos: Q249209
- Multimedia: Martin Jiránek / Q249209